# Банди-Дэвис, Серен
Сере́н Ба́нди-Дэ́вис (англ. Seren Bundy-Davies; род. 30 декабря 1994, Манчестер, Великобритания) — британская легкоатлетка, специализирующаяся в беге на 400 метров. Бронзовый призёр чемпионата мира 2015 года в эстафете 4×400 метров. Чемпионка Европы (2016) в эстафете 4×400 метров. Участница летних Олимпийских игр 2016 года.

## Биография
Серен родилась в английском Манчестере, но её родители по национальности валлийцы, поэтому на международных соревнованиях она представляет Великобританию и Уэльс. У неё есть два старших брата, Рис и Оуэн, а также брат-близнец Льюис. В детстве пробовала себя во многих видах спорта. Играла со своими братьями в футбол, но когда встал вопрос о выступлении в женской команде, отказалась. В школе Wilmslow High School занималась хоккеем на траве и параллельно по совету учителя физкультуры участвовала в легкоатлетических соревнованиях. В 2012 году, тренируясь в беге всего один раз в неделю, заняла 4-е место на чемпионате Англии среди школьников на дистанции 400 метров (результат 55,88). Тогда её заметил Стивен Болл и предложил свои услуги в качестве тренера.
Их сотрудничество началось, когда Серен поступила в Манчестерский университет и стало ясно, что она остаётся в родном городе. Теперь получение образования в области биомедицины ей пришлось совмещать с тренировками в клубе Trafford AC. Сезон 2013 года у неё не задался — помешали травмы, поэтому пришлось пропустить чемпионат Европы среди юниоров. Однако уже спустя год она стала чемпионкой Уэльса и была четвёртой на чемпионате Великобритании.
Зимой 2015 года она серьёзно улучшила личный рекорд (52,20) и была одной из фавориток национального чемпионата в помещении. Однако в результате столкновения в финале с Маргарет Адеойе упала и не смогла закончить дистанцию. Серен удалось реабилитироваться уже спустя 6 дней. На турнире в Бирмингеме она показала лучший результат сезона в Европе (51,72). Решением национальной федерации она была включена в состав сборной на чемпионат Европы. Дебют на международной арене получился успешным: бронза в индивидуальном виде и серебро в эстафете.
Серен продолжила собирать медали крупных турниров и в летней части сезона. К бронзе чемпионата мира по эстафетам она добавила победу на молодёжном первенстве Европы (также в эстафете, в индивидуальном беге осталась на 4-м месте). Кульминацией стала медаль чемпионата мира в Пекине. Серен, выступая на заключительном этапе, принесла Великобритании бронзу в эстафете 4×400 метров.
В ноябре 2015 года Федерация лёгкой атлетики Уэльса назвала её легкоатлеткой года в стране.
В 2016 году на соревнованиях в Женеве установила личный рекорд 51,26, стала второй на национальном чемпионате и отобралась в команду на Олимпийские игры. В июле впервые в карьере стала чемпионкой Европы. В эстафете она снова выступила в качестве финишёра.
На Олимпийских играх в Рио-де-Жанейро в личном виде не смогла выйти в полуфинал заняв последнее, 7-е место в своём забеге, и 49-е в общем протоколе (53,63). Своему лучшему времени сезона Банди-Дэвис уступила более 2 секунд.
В переводе с валлийского языка имя Серен означает Звезда.

## Основные результаты
| Год  | Турнир                          | Место проведения          | Дисциплина       | Место       | Результат |
| ---- | ------------------------------- | ------------------------- | ---------------- | ----------- | --------- |
| 2014 | Командный чемпионат Европы      | Брауншвейг, Германия      | эстафета 4×400 м | 4-е         | 3.28,91   |
| 2015 | Чемпионат Европы в помещении    | Прага, Чехия              | 400 м            | 3-е         | 52,64     |
| 2015 | Чемпионат Европы в помещении    | Прага, Чехия              | эстафета 4×400 м | 2-е         | 3.31,79   |
| 2015 | Чемпионат мира по эстафетам     | Нассау, Багамские Острова | эстафета 4×400 м | 3-е         | 3.26,38   |
| 2015 | Чемпионат Европы среди молодёжи | Таллин, Эстония           | 400 м            | 4-е         | 52,26     |
| 2015 | Чемпионат Европы среди молодёжи | Таллин, Эстония           | эстафета 4×400 м | 1-е         | 3.30,07   |
| 2015 | Чемпионат мира                  | Пекин, Китай              | эстафета 4×400 м | 3-е         | 3.23,62   |
| 2016 | Чемпионат Европы                | Амстердам, Нидерланды     | эстафета 4×400 м | 1-е         | 3.25,05   |
| 2016 | Олимпийские игры                | Рио-де-Жанейро, Бразилия  | 400 м            | 49-е (заб.) | 53,63     |